# Badminton bei der Gymnasiade
Badminton gehört bei der Gymnasiade zu den Sportarten, die nicht ständig im Programm der Spiele waren. 2022 stand Badminton erstmals im Veranstaltungsplan. 2024 wurden Sieger und Platzierte in fünf Einzelwettbewerben, im gemischten Team sowie im Parabadminton-Einzel ermittelt. 

## Die Sieger U19
| Saison    | Herreneinzel   | Dameneinzel        | Herrendoppel                 | Damendoppel                      | Mixed                   | Team              |
| --------- | -------------- | ------------------ | ---------------------------- | -------------------------------- | ----------------------- | ----------------- |
| 1974 2018 | ohne Badminton | ohne Badminton     | ohne Badminton               | ohne Badminton                   | ohne Badminton          | ohne Badminton    |
| 2022      | Kuo Kuan-lin   | Prerana Nandakumar | Lucas Renoir Yohan Barbieri  | Thea Marguerite Camille Pognante | Ho Wen-hsun Lin Yu-hao  | -                 |
| 2024      | Cheng Ju-sheng | Zhao Xianwen       | Dev Ayyappan Dhiren Ayyappan | Chen Yan-fei Sun Liang-ching     | Wang Xinran Zeng Zixuan | Chinesisch Taipeh |

## Die Sieger U15
| Saison    | Herreneinzel   | Dameneinzel    | Herrendoppel          | Damendoppel         | Mixed                | Team           |
| --------- | -------------- | -------------- | --------------------- | ------------------- | -------------------- | -------------- |
| 1974 2019 | ohne Badminton | ohne Badminton | ohne Badminton        | ohne Badminton      | ohne Badminton       | ohne Badminton |
| 2023      | Qiu Yukun      | Li Menghan     | Feng Yilang Qiu Yukun | Li Menghan Li Yueyu | Feng Yilang Li Yueyu | -              |
| 2025      |                |                |                       |                     |                      |                |